# Вероника цимбаляриевая
Веро́ника цимбаля́риевая (лат. Veronica cymbalaria) — однолетнее травянистое растение, вид рода Вероника (Veronica) семейства Подорожниковые (Plantaginaceae).

## Распространение и экология
Западная Европа: Португалия, Испания, Франция (юг), Италия, Югославия, Албания, Греция, Болгария (юг), острова Средиземного моря; Азия: Турция (близ берега Средиземного моря), Сирия, Ливан, Израиль, Иордания, Ирак; Африка: Алжир, Тунис, Марокко, Египет (на севере этих стран).
Встречается на окультуренных почвах, на полях, каменистых склонах, галечниках; в горах до среднего пояса.

## Ботаническое описание
Стебли высотой 10—30 (до 60) см, лежачие, мягкие.
Листья с 5—9 неглубокими тупыми лопастями, полуокруглые, почти сердцевидные или почковидные, с усечённым основанием или коротко клиновидные, на длинных черешках; средняя лопасть незначительно крупнее остальных.
Цветки на длинных цветоножках, по одному в пазухах обыкновенных или уменьшенных листьев. Доли чашечки обратнояйцевидные или эллиптические, тупые, суженные к основанию, ресничатые, при плодах сильно отклонённые; венчик светло-голубой или белый, иногда розоватый, едва превышает чашечку, с короткой трубкой; отгиб венчика, из трех округло-яйцевидных долей и одной яйцевидной. Тычинки короче венчика, изогнутые, с яйцевидными пыльниками.
Коробочка сильно вздутая, с шириной, превышающей длину, четырёхлопастная, голая, с небольшой выемкой. Семена по 1—2 в гнезде, шаровидные, диаметром 2,5—3 мм, слабо, морщинистые, бокальчато вогнутые.

## Таксономия
Вид Вероника цимбаляриевая входит в род Вероника (Veronica) семейства Подорожниковые (Plantaginaceae) порядка Ясноткоцветные (Lamiales).
|  |                                      |  |                                                             |                                                             |                          |  | ещё 21 семейство (согласно Системе APG II) | ещё 21 семейство (согласно Системе APG II) |                            |  |  |  | ещё от 300 до 500 видов |
|  |                                      |  |                                                             |                                                             |                          |  | ещё 21 семейство (согласно Системе APG II) | ещё 21 семейство (согласно Системе APG II) |                            |  |  |  | ещё от 300 до 500 видов |
|  |                                      |  |                                                             | порядок Ясноткоцветные                                      |                          |  |                                            |                                            | род Вероника               |  |  |  |                         |
|  |                                      |  |                                                             | порядок Ясноткоцветные                                      |                          |  |                                            |                                            | род Вероника               |  |  |  |                         |
|  | отдел Цветковые, или Покрытосеменные |  |                                                             |                                                             | семейство Подорожниковые |  |                                            |                                            | вид Вероника цимбаляриевая |  |  |  |                         |
|  | отдел Цветковые, или Покрытосеменные |  |                                                             |                                                             | семейство Подорожниковые |  |                                            |                                            |                            |  |  |  |                         |
|  |                                      |  | ещё 44 порядка цветковых растений (согласно Системе APG II) | ещё 44 порядка цветковых растений (согласно Системе APG II) |                          |  |                                            | ещё 90 родов                               | ещё 90 родов               |  |  |  |                         |
|  |                                      |  |                                                             | ещё 44 порядка цветковых растений (согласно Системе APG II) |                          |  |                                            |                                            | ещё 90 родов               |  |  |  |                         |